# Pecan Pie
Pecan Pie (v anglickém originále Pecan Pie) je americký krátkometrážní film z roku 2003. Režisérem filmu je Michel Gondry. Hlavní role ve filmu ztvárnili Jim Carrey, Eric Judor a Ramzy Bedia.

## Obsazení
| Jim Carrey  | řidič                   |
| Eric Judor  | obsluha čerpací stanice |
| Ramzy Bedia | obsluha čerpací stanice |